# Dongdae-ipgu (metropolitana di Seul)
Dongdae-ipgu (동대입구역 - 東大入口驛, Dongdae ipgu-yeok) è una stazione della metropolitana di Seul servita dalla linea 3 della metropolitana di Seul. Si trova nel quartiere di Jung-gu, nel centro della città sudcoreana, e prende il nome dal vicino campus dell'Università Dongguk. Nei pressi si trova anche il palazzo dello sport Jangchun dove si tengono incontri di ssireum, un tipo di wrestling tradizionale coreano.

## Linee
Seoul Metro
● Linea 3

## Struttura
La fermata della linea 3 è costituita da un marciapiede centrale con binari laterali, protetti da porte di banchina. Il piano del ferro si trova al terzo piano sotterraneo, sovrastato dal mezzanino.
| Direzione Daehwa | ● Linea 3 | per Jongno 3-ga, Gyeongbokgung, Yeonsinnae, Gupabal, Daegok e Daehwa |
| Direzione Ogeum  | ● Linea 3 | per Gosok-Terminal, Yangjae, Suseo e Ogeum                           |

## Stazioni adiacenti
| «         | Servizio | »       |
| Linea 3   | Linea 3  | Linea 3 |
| --------- | -------- | ------- |
| Chungmuro | -        | Yaksu   |